# Władysław Tykociński
Władysław Tykociński, znany też jako Władysław Tykotzinor (ur. 20 maja 1921 w Warszawie, zm. 1967 w USA) – Polak pochodzenia żydowskiego, pułkownik LWP, dyplomata.

## Życiorys
Uczęszczał do Gimnazjum im. Zygmunta Augusta w Białymstoku (1934–1939), studiował na Państwowym Uniwersytecie Białoruskim w Mińsku (1940–1941), pracował jako nauczyciel historii w Rybnoj Słobodzie w Tatarskiej ASRR (1941–1942), służył w 59 Armii Frontu Wołochowskiego Armii Czerwonej (1942–1944) i 1 Armii WP (1944–1946), w której początkowo pełnił funkcję oficera polityczno-wychowawczego. Następnie był zastępcą szefa Polskiej Misji Wojskowej przy Dowództwie Francuskich Sił Zbrojnych w Baden-Baden (Troupes d’Occupation en Allemagne) (1946–1948), pracownika MSZ (1948), I sekretarzem Polskiej Misji Politycznej w Wiedniu (1948–1949), I sekretarzem/chargé d’affaires Ambasady RP w Rzymie (1950–1952), pracownikiem Departamentu Międzynarodowych Organizacji Politycznych i Gospodarczych MSZ (1952–1953), zastępcą szefa Misji i doradcą politycznym w KNPN w Korei (1953–1955), wicedyrektora Gabinetu Ministra S.Z. (1956–1957), szefa Polskiej Misji Wojskowej w Berlinie Zachodnim (1957–1965). W dniu 16 maja 1965 r. opuścił placówkę i oddał się w ręce amerykańskie.  Został zaocznie oskarżony i skazany przez Sąd Warszawskiego Okręgu Wojskowego na karę śmierci, utratę praw publicznych i obywatelskich praw honorowych na zawsze. Zmarł w USA. 
Członek Komsomołu (1939–1945), PPR (1945–1948) oraz PZPR (1948–1965).

## Odznaczenia i ordery
- Krzyż Komandorski Orderu Odrodzenia Polski (1964)[2]
- Krzyż Oficerski Orderu Odrodzenia Polski (1951)[3]
- Medal 10-lecia Polski Ludowej (1955)[4]